# Эберль, Антон
Антон Эберль (нем. Anton Eberl; 13 июня 1765, Вена — 11 марта 1807, там же) — австрийский композитор и пианист эпохи классицизма.

## Биография
В 1784 году впервые выступил с концертом в Вене; поставленная там же первая опера Эберля «Торговцы модным товаром» (нем. Die Marschande des Modes; 1787), как сообщается, вызвала одобрение Кристофа Виллибальда Глюка. Затем он был связан дружескими отношениями с Вольфгангом Амадеем Моцартом (иногда даже утверждается, что Эберль у него учился). После смерти Моцарта Эберль посвятил его памяти траурную кантату «На могилу Моцарта» (нем. Bey Mozarts Grab), а его дружба с родными Моцарта продолжилась: так, в 1795—1796 гг. Эберль совершил концертное турне по Германии с вдовой Моцарта Констанцей и её сестрой Алоизией. Ряд сочинений Эберля (соната до минор, некоторые вариационные циклы) первоначально приписывались Моцарту и были изданы под его именем.
В 1796-1800 годах Эберль жил в Петербурге, где служил придворным композитором и пользовался популярностью как педагог. От этого периода творчества Эберля остались, например, «Вариации на русскую тему для пианофорте и виолончели концертанте, оп. 17», посвящённые графу Платону Зубову. Затем композитор вернулся в Вену, где пользовался большим успехом. В апреле 1805 года премьера симфонии ми-бемоль мажор, оп. 33 состоялась в одном концерте с третьей симфонией Людвига ван Бетховена — и, как утверждается, публика и специалисты сделали выбор в пользу Эберля.

## Некоторые произведения
Оперы:
- «Торговцы модным товаром» (1787);
- «Цыган» (1793);
- «Королева черных островов» (1801).

Кроме этого Эберль сочинял симфонии, увертюры, фортепианные концерты и сонаты, камерные произведения, кантаты, песни.